# Procladius rufovittatus
Procladius rufovittatus är en tvåvingeart som först beskrevs av Wulp 1874.  Procladius rufovittatus ingår i släktet Procladius och familjen fjädermyggor. Arten är reproducerande i Sverige. Inga underarter finns listade i Catalogue of Life.